# Cynomys ludovicianus
Il cane della prateria dalla coda nera (Cynomys ludovicianus (Ord, 1815)) è un roditore della famiglia Sciuridae diffuso nelle Grandi Pianure del Nord America dal confine tra Stati Uniti e Canada fino al confine tra Stati Uniti e Messico. A differenza di altri cani della prateria, questi animali non vanno veramente in ibernazione e possono essere avvistati al di fuori delle loro tane anche in pieno inverno. Questi animali sono estremamente sociali costruendo delle tane comuni che possono creare delle vere e proprie "città". Una particolare città di cani della prateria, in Texas, copre 64.000 km 2, e ospitava ben 400.000.000 individui. Prima che l'espansione urbana distruggesse il suo habitat naturale, la specie potrebbe essere stata il cane della prateria più abbondante nel Nord America centrale. L'animale compare anche in resoconti storici, essendo uno dei due cani della prateria descritti dalla spedizione di Lewis e Clark nei diari della loro spedizione.

## Descrizione
I cani della prateria dalla coda nera hanno generalmente un mantello di colore marrone chiaro, con il ventre più chiaro. La loro pelliccia può variare nella colorazione, con toni più scuri sul dorso. La punta della coda è invece nera, dando all'animale il suo nome comune. Gli esemplari adulti possono raggiungere un peso compreso tra 0,68 a 1,36 kg, con i maschi che sono in genere più pesanti delle femmine. La lunghezza corporea varia dai 36 ai 43 centimetri (14-17 pollici), mentre la coda è lunga dai 7,6 ai 10,2 centimetri (3-4 pollici). Questi animali presentano diverse caratteristiche tipiche di un animale fossorio, come i lunghi artigli usati per scavare, un corpo compatto e orecchie piccole e vicine alla testa.

## Biologia
I cani della prateria dalla coda nera sono animali diurni. L'attività in superficie si riduce quando piove o nevica e durante i giorni in cui la temperatura supera i 38 °C. Durante i mesi invernali, i cani della prateria dalla coda nera non vanno in letargo completamente. Continuano a lasciare la tana per cercare cibo, ma entreranno in uno stato di torpore durante notte per risparmiare energia. Il torpore è caratterizzato da un calo del metabolismo, della frequenza cardiaca e della respirazione simile al letargo, ma è involontario e di durata inferiore. Durante questo periodo, i cani della prateria dalla coda nera perdono in media il venti percento del loro peso corporeo. Con l'avanzare dell'inverno, il tempo che trascorrono in torpore aumenta. Tra le diverse colonie il tempo complessivo trascorso in torpore varia, indipendentemente dalla massa corporea degli esemplari. Ciò può essere dovuto al clima durante la precedente stagione di crescita. Poiché i cani della prateria dalla coda nera ricevono la maggior parte dell'acqua dalla loro dieta, nei periodi con scarse precipitazioni passano più tempo in torpore.

### Comportamento sociale

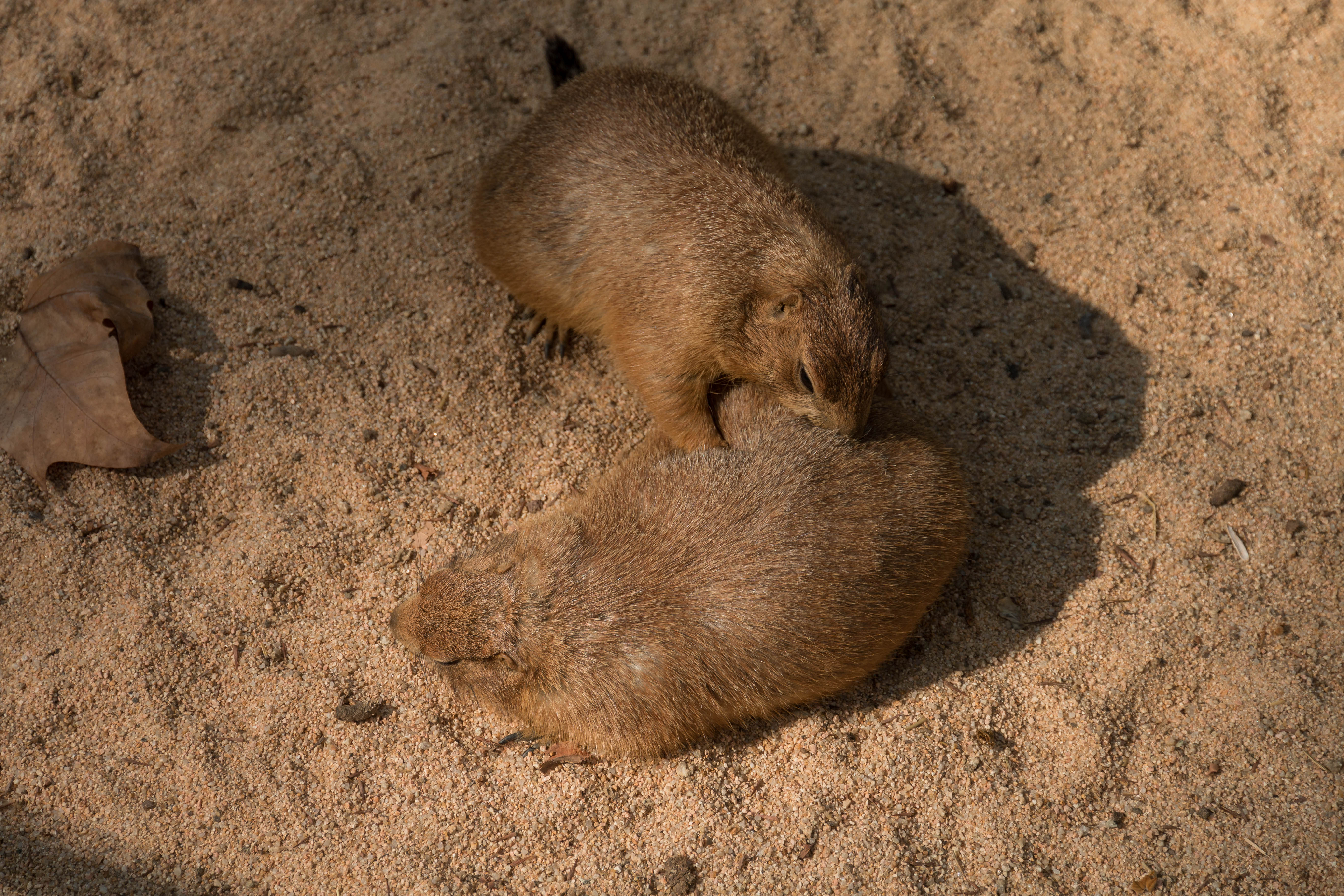
Due cani della prateria dalla coda nera che si puliscono a vicenda

I cani della prateria dalla coda nera vivono in colonie le cui dimensioni possono variare da cinque a migliaia di individui, e che possono essere suddivise in due o più reparti, in base a caratteristiche topografiche, come le colline. I reparti a loro volta sono solitamente suddivisi in due o più consorti, che sono composti da aggregamenti di gruppi sociali-harem poligini altamente territoriali. Gli individui all'interno di questi consorti sono amichevoli tra di loro e ostili verso gli individui esterni. All'inizio della stagione riproduttiva, una consorteria è tipicamente composta da un maschio adulto, da tre a quattro femmine adulte e da diversi piccoli di un anno e giovani di entrambi i sessi. Dopo la stagione riproduttiva e prima della dispersione dei giovani, le dimensioni della consorteria aumenta. Le ragioni della dispersione dei giovani maschi includono una nuova crescita vegetativa alle periferie della colonia, la carenza di femmine non imparentate in una consorteria, l'interessamento alle femmine dei giovani maschi e probabilmente un meccanismo genetico innato che risponde all'aumento della densità all'interno di una colonia. I maschi in genere lasciano il territorio natale da 12 a 14 mesi dopo lo svezzamento, nei mesi di maggio e giugno, anche se la dispersione può verificarsi durante tutto l'anno. Le femmine generalmente rimangono nei loro territori di consorteria natale per tutta la vita. I giovani maschi possono allontanarsi dalla loro colonia natale a una distanza media di 2,4 km. Strade e sentieri possono facilitare la dispersione dei cani della prateria dalla coda nera.

#### Comunicazione
Constantine Slobodchikoff, un comportamentista animale, e altri affermano che i cani della prateria usani un sofisticato sistema di comunicazione vocale per descrivere predatori specifici. Secondo loro, i richiami dei cani della prateria contengono informazioni specifiche su cos'è il predatore, quanto è grande e quanto velocemente si sta avvicinando. Questi sono stati descritti come una forma di grammatica. Secondo Slobodchikoff, questi richiami, con la loro individualità in risposta a un predatore specifico, implicano che i cani della prateria abbiano capacità cognitive altamente sviluppate. Afferma inoltre che i cani della prateria hanno richiami per cose o animali che non sono predatori per loro. Questo è citato come prova che gli animali hanno un linguaggio molto descrittivo e hanno richiami diversi per qualsiasi potenziale minaccia. Esiste un dibattito sul fatto che il richiamo d'allarme dei cani della prateria sia egoistico o altruistico. I cani della prateria possono allarmare gli altri della presenza di un predatore in modo che possano proteggersi. Tuttavia, le chiamate possibilmente hanno lo scopo di causare confusione e panico nei gruppi e far sì che gli altri siano più evidenti per il predatore rispetto a chi lancia l'allarme. Gli studi sui cani della prateria dalla coda nera suggeriscono che i richiami d'allarme siano una forma di selezione parentale, poiché il richiamo di un cane della prateria avverte sia la prole che i parenti di discendenza indiretta, come cugini e nipoti. Inoltre, colui che lancia l'allarme si rende più evidente al predatore allontanando l'attenzione dal resto della famiglia. Tuttavia, un predatore sembra avere difficoltà a determinare quale cane della prateria stia lanciando l'allarme a causa della sua natura "ventriloqua". Inoltre, quando un cane della prateria lancia l'allarme, gli altri individui non corrono a nascondersi nelle tane, ma si drizzano sulle zampe posteriori per vedere dove si trova il predatore, rendendosi visibili a quest'ultimo.
Forse la forma comunicazione più evidente nei cani della prateria è il richiamo territoriale o il display "jump-yip". Con questo richiamo, il cane della prateria si erge sulle zampe posteriori allungando quelle anteriori verso l'alto, lanciando un acuto squittio. Solitamente, ciò porta gli altri cani della prateria a fare lo stesso. L'istigatore dell'"onda" jump-yip usa il jump-yip per valutare l'attenzione o la vigilanza degli altri membri della colonia; un'onda jump-yip più lunga membri vigili e porta, rassicurando l'istigatore che può tornare a nutrirsi in sicurezza.
I cani della prateria dalla coda nera hanno, inoltre, diversi adattamenti sensoriali per evitare i predatori. Il loro udito è molto sensibile alle basse frequenze e consente loro di individuare con precisione i predatori, specialmente mentre si trovano nelle loro tane. L'udito del cane della prateria dalla coda nera può variare da 29 Hz a 26 kHz e può udire fino a 4 Hz.

### Dieta

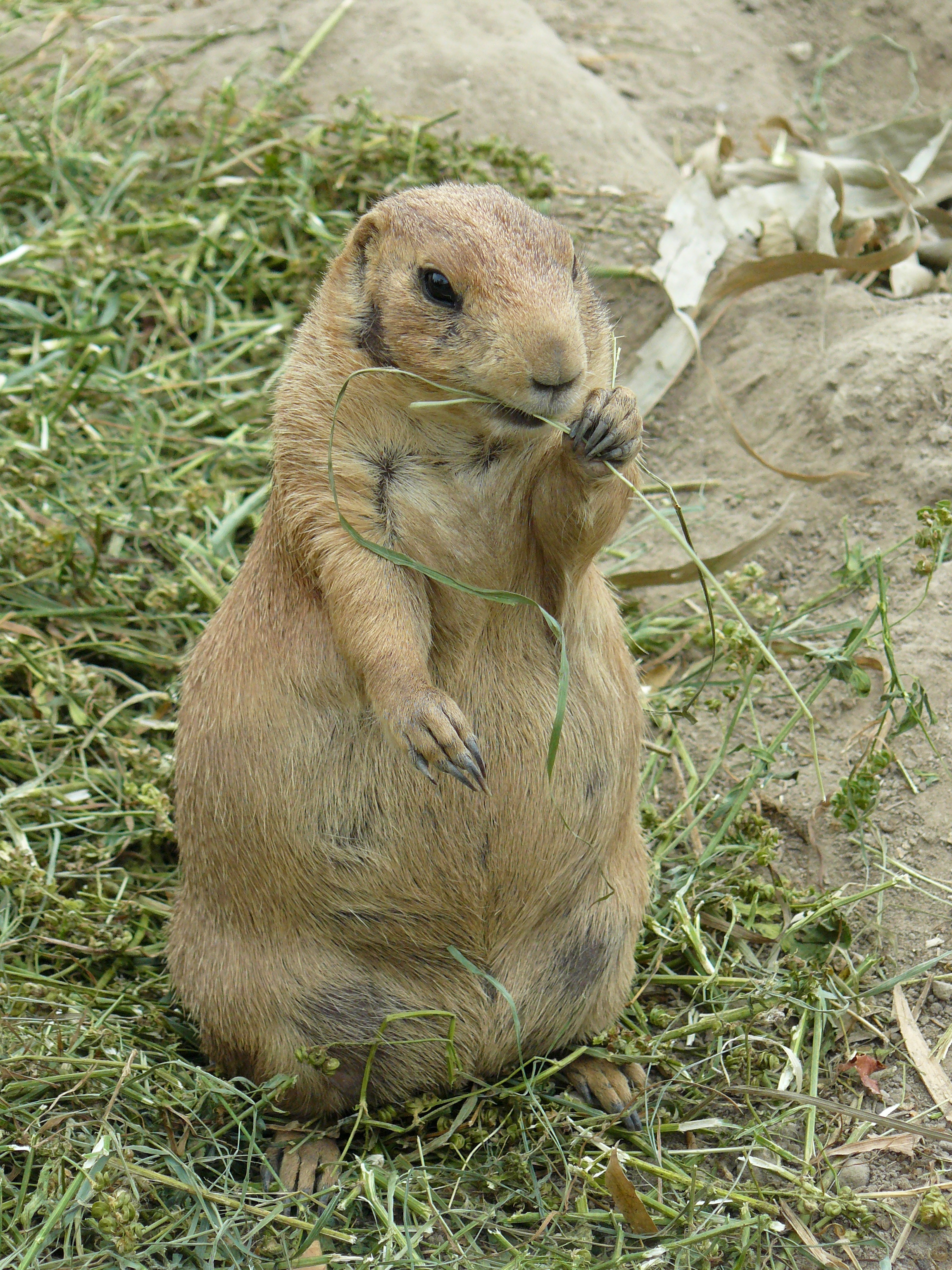
Cane della prateria dalla coda nera mentre si nutre d'erba

I cani della prateria dalla coda nera sono opportunisti selettivi, preferendo determinati stadi fenologici o tipi di vegetazione in base alle loro esigenze. Quando il territorio di una colonia è usurato dal pascolo, dalla siccità o dagli erbicidi, cambiano rapidamente la loro dieta. Le erbe sono preferite alle piante grasse, e possono costituire più del 75% della loro dieta, specialmente durante l'estate. Graminacee occidentale, erba di bufalo, grama blu e carici (Carex spp.) vengono consumati principalmente durante la primavera e l'estate. Malva scarlatta (Sphaeralcea coccinea) e cardo russo (Salsola kali) vengono invece preferiti durante la fine dell'estate e in autunno, anche se possono essere consumati in ogni stagione. Durante l'inverno i cani della prateria dalla coda nera prediligono i fichi d'India di pianura (Opuntia polyacantha), il cardo russo e radici sotterranee. Si nutrono comunemente anche di arbusti, come l'arbusto coniglio (Chrysothamnus spp.), il grasso invernale (Krascheninnikovia lanata), l'arbusto salino (Atriplex spp.) e l'artemisia (Artemisia spp.). L'acqua, che generalmente scarseggia nelle prateria a erba corta, viene estratta dalla vegetazione di cui si nutrono, come il fico d'India di pianura. Koford ha stimato che durante l'estate un cane della prateria dalla coda nera mangia circa 7 libbre (3 kg) di erba al mese. Alla loro dieta primariamente erbivora, vengono talvolta aggiunte larve di falena, cavallette ed escrementi di bisonte.

### Riproduzione

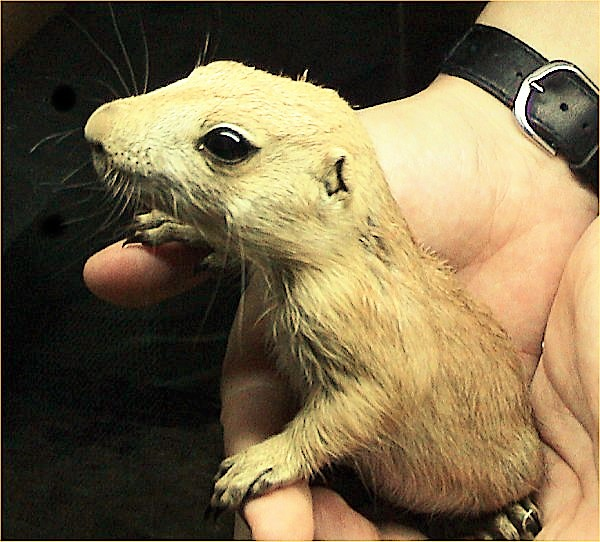
Cane della prateria dalla coda nera di sei settimane

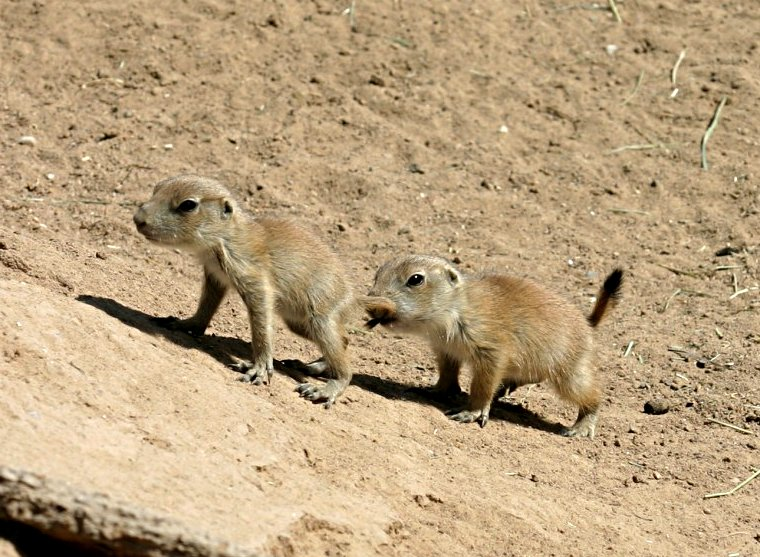
Due cuccioli allo Zoo del Rio Grande

L'età del primo accoppiamento, il tasso di gravidanza, le dimensioni della cucciolata, il tasso di crescita giovanile e la sopravvivenza al primo anno del cane della prateria dalla coda nera variano a seconda della disponibilità di cibo. L'età minima per la riproduzione nei cani della prateria dalla coda nera è di solito di due anni, anche se i cuccioli di un anno possono già riprodursi, se lo spazio e il cibo sono abbondanti. Nel Parco nazionale di Wind Cave, South Dakota, il 40% (213 individui) delle femmine di un anno si era già accoppiato e il 9% aveva già svezzato con successo la loro prima cucciolata. La stagione degli amori va da fine febbraio ad aprile, ma varia con la latitudine e la posizione del sito della colonia. L'estro si verifica solo per un giorno durante la stagione riproduttiva.
Nel Parco Nazionale della Grotta del Vento, la percentuale media di femmine adulte che svezzavano una cucciolata ogni anno era del 47% ± 14%. Il successo riproduttivo e la sopravvivenza della prole possono essere maggiori nelle giovani colonie che hanno maggiore spazio per l'espansione. In una giovane colonia (cinque anni) con spazi di espansione, nel Parco Nazionale della Grotta del Vento, l'88% delle femmine era gravida e l'81% dei giovani svezzati, rispetto ad una colonia più vecchia (30 anni) senza margini di espansione, dove il 90% dei le femmine erano gravide e il 41% dei giovani era svezzato.
La gestazione del cane della prateria dalla coda nera è di 34 giorni. Il parto avviene in una tana sotterranea, dove le dimensioni della cucciolata possono variare da 3 a 4 cuccioli per cucciolata. Le femmine partoriscono una sola cucciolata all'anno. In cattività, i cuccioli di cane della prateria dalla coda nera aprono gli occhi a 30 giorni dalla nascita. I cuccioli sono altriciali (completamente dipendenti dalle cure della madre) e rimangono sotto terra fino a sette settimane durante l'allattamento. La maturità è completa a 15 mesi. La durata della vita del cane della prateria dalla coda nera in natura è sconosciuta, ma i maschi di età superiore a 3 anni sperimentano un'elevata mortalità. Le femmine possono vivere più a lungo dei maschi. Secondo Hoogland e altri, la durata della vita è di circa 5 anni per i maschi e 7 per le femmine.

## Distribuzione
L'areale storico del cane della prateria dalla coda nera si estendeva dal sud del Saskatchewan fino a Chihuahua, in Messico, e comprendeva parti del Montana, Nord Dakota, Sud Dakota, Wyoming, Colorado, Nebraska, Kansas, Oklahoma, Texas, Arizona e Nuovo Messico. A partire dal 2007, i cani della prateria dalla coda nera sono ancora diffusi nella maggior parte del loro areale storico, esclusa l'Arizona; tuttavia, la superficie occupata e la popolazione occupante sono ben al di sotto dei livelli storici.
I cani della prateria dalla coda nera sono originari delle praterie del Nord America, e prediligono le praterie ad erba corta, ad erba mista, steppe di artemisia, e praterie desertiche.
Le preferenze sull'habitat per il cane della prateria dalla coda nera sono influenzate dal tipo di copertura che offre la vegetazione, dalla pendenza del terreno, dal tipo di suolo e dalla frequenza delle piogge. Le loro attività durante la ricerca del cibo e mentre scavano influenzano l'eterogeneità ambientale, l'idrologia, il ciclo dei nutrienti, la biodiversità, l'architettura del paesaggio e la successione delle piante negli habitat delle praterie.

### Caratteristiche dell'habitat

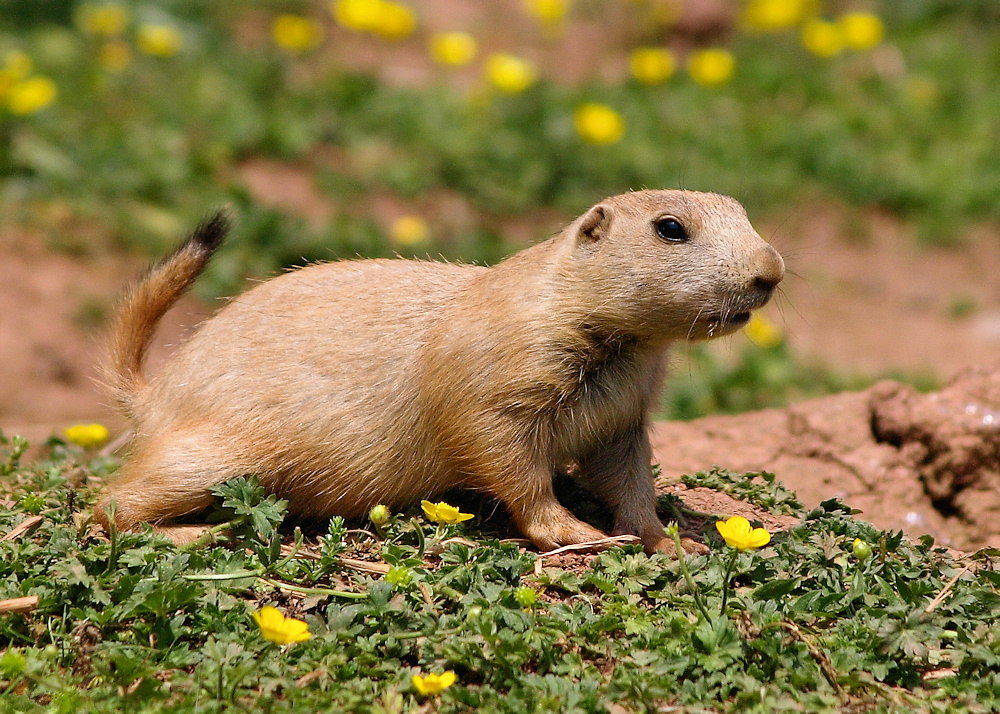
Allo zoo di Paignton, Devon, Inghilterra

I cani della prateria dalla coda nera abitano le praterie, comprese le praterie a erba corta e mista, la steppa di artemisia e le praterie del deserto. Le praterie a erba corta dominate dall'erba di bufalo (Buchloe dactyloides), grama blu (Bouteloua gracilis) e grano occidentale (Pascopyron smithii), e le praterie ad erba mista, che forniscono terreni di pascolo per i gran erbivori autoctoni e non, sono il loro habitat preferito. Una pendenza del terreno del 2-5% e un'altezza della vegetazione compresa tra i 7 e i 13 centimetri sono ottimali per avvistare i predatori e facilitare la comunicazione tra i vari individui.
Nella regione delle Grandi Pianure, le colonie di cani della prateria dalla coda nera si avvistano comunemente vicino a fiumi e torrenti. Delle 86 colonie situate nella contea di Mellette, South Dakota, 30 erano situate su banchine o terrazze adiacenti a un torrente o a una pianura alluvionale, 30 si trovavano in basse colline con una pendenza superiore a 5°, 20 erano in aree pianeggianti e sei erano nelle zone dei calanchi. Le pendici dei laghi playa nel Texas Panhandle e nelle regioni circostanti sono anch'esse un habitat ideale per questi animali. Le colonie nella contea di Phillips, nel Montana, erano spesso associate a bacini idrici, terreni di salatura del bestiame e altre aree colpite dall'uomo.
I cani della prateria dalla coda nera possono tollerare "elevati gradi" di disturbo per lunghi periodi di tempo. Raramente vengono create nuove colonie su pascoli in condizioni da "buone" a "eccellenti"; tuttavia, un terreno pesantemente pascolato riduce la qualità dell'habitat a causa l'erosione del suolo. I cani della prateria dalla coda nera possono colonizzare siti molto pascolati, ma non sono necessariamente specializzati nella colonizzazione di aree in cui viene praticato un pascolo eccessivo. Il pascolo eccessivo può verificarsi anche dopo la loro colonizzazione. I cani della prateria dalla coda nera erano associati ad aree intensamente pascolate dal bestiame e/o in aree in cui il terriccio era stato disturbato dalle attività umane nelle praterie di artemisia nel Charles M. Russell National Wildlife Refuge e nella Fort Belknap Agency, Montana. Vicino alle strade e ai sentieri utilizzati dal bestiame sono state osservate 150 delle 154 colonie di cani della prateria dalla coda nera e le colonie erano situate significativamente più vicino a corsi d'acqua e a fattorie rispetto, a zone posizionate casualmente.

### Suolo

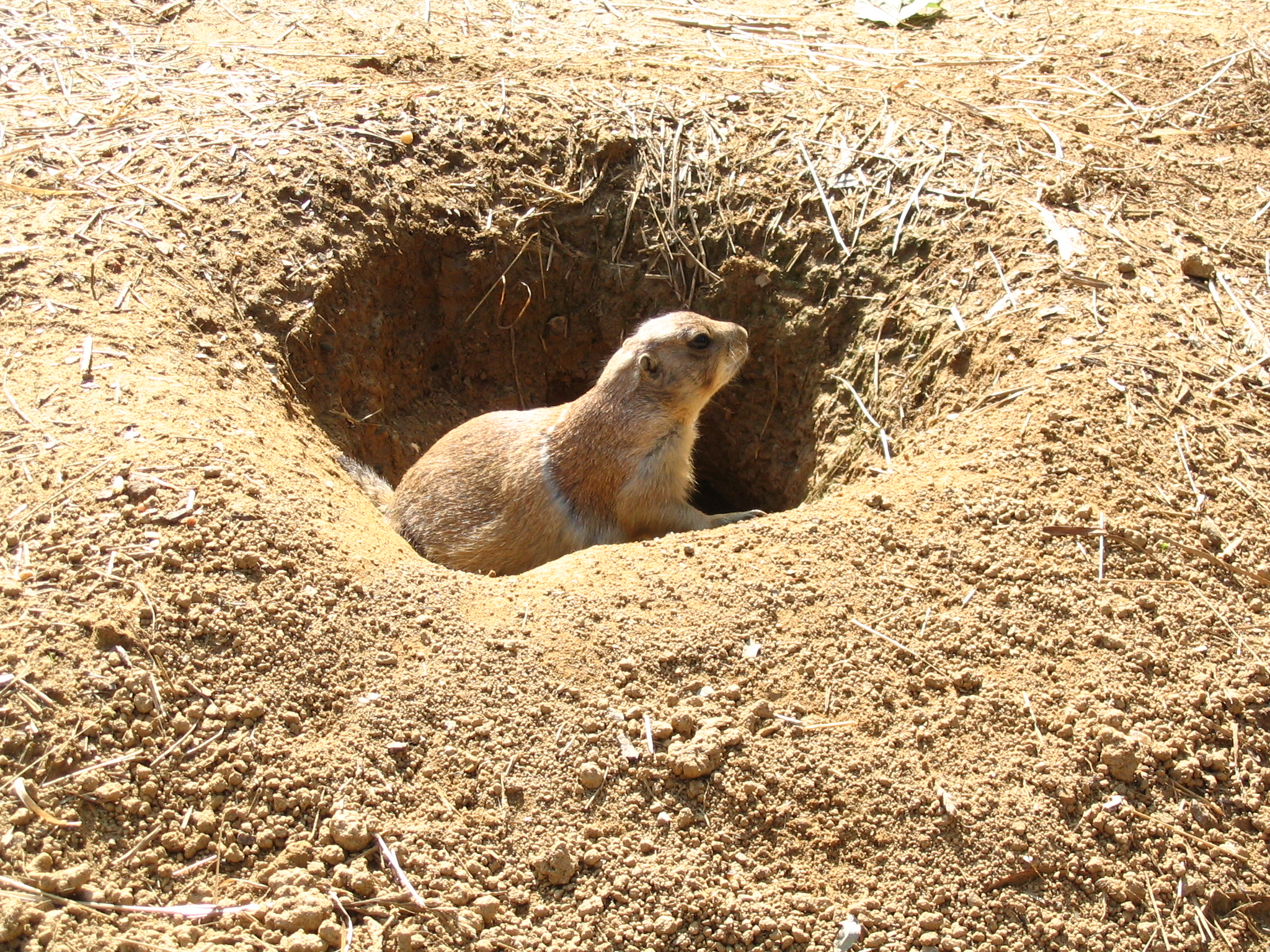
Allo Smithsonian National Zoological Park, DC

La distribuzione del cane della prateria dalla coda nera non è limitata dal tipo di suolo, ma dagli effetti indiretti della composizione del suolo sull'umidità e sulla vegetazione. Le colonie si trovano in molti tipi di terreno, compresi i terreni alluvionali profondi con composizioni da media a fine e occasionalmente ghiaia. È preferibile un terreno non soggetto a crolli o inondazioni. Sebbene non selezionino tipi specifici di terreno per scavare le loro tane, i terreni argillosi limosi sono i migliori per la costruzione di gallerie. La consistenza del suolo superficiale nelle colonie vicino a Fort Collins, in Colorado, è argilloso sabbioso nei primi 15 centimetri, con un sottosuolo argilloso. Alle latitudini settentrionali, le colonie si trovano comunemente sulle esposizioni meridionali a causa del predominio delle erbe sugli arbusti e dell'aumento della radiazione solare durante l'inverno. Le tane di solito si trovano su pendii superiori a 10°.
I cani della prateria dalla coda nera mescolano gli orizzonti del suolo sollevando il suolo dagli strati più profondi alla superficie. Ciò può influenzare significativamente sulla consistenza e la composizione del suolo a diversi strati. Anche le loro feci, urine e carcasse influenzano le caratteristiche del suolo in cui si stabiliscono.

### Densità di popolazione
L'areale e i confini territoriali dei cani della prateria dalla coda nera sono determinati dall'area occupata da una consorteria individuale. Le confraternite occupano in genere circa 0,4 ettari.
La densità e la crescita della popolazione sono influenzate dalla qualità dell'habitat e sono limitate da barriere topografiche, struttura del suolo, vegetazione alta e condizioni sociali. L'urbanizzazione e altri tipi di sviluppo umano possono limitare le dimensioni delle colonie e la loro distribuzione. La maggior parte degli habitat delle pianure supporta almeno 13 cani della prateria dalla coda nera per acro.

### Copertura richiesta

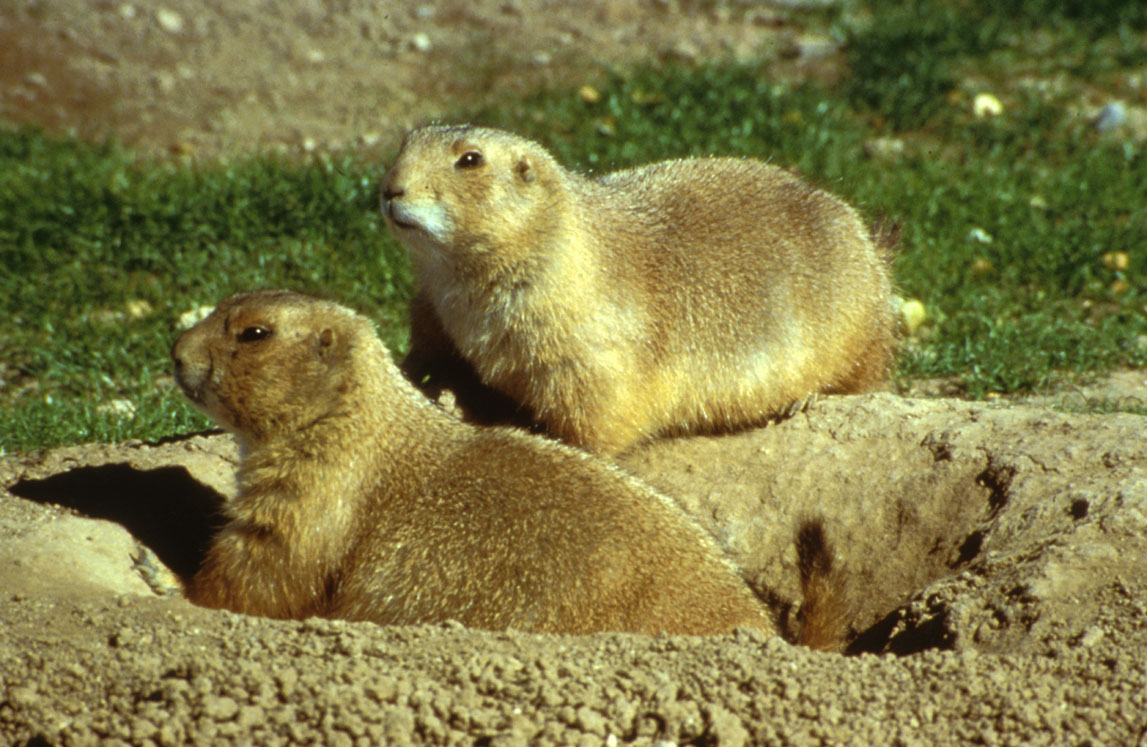
Due adulti

Le tane create dai cani della prateria dalla coda nera fungono da rifugio dall'ambiente esterno e sono una delle caratteristiche più importanti delle loro colonie. Le tane vengono utilizzate per la riproduzione, l'allevamento dei cuccioli e per nascondersi dai predatori e vengono mantenute di generazione in generazione e fungono da stabilizzatori sugli aspetti fisici e sociali della colonia. I nidi dei cani si trovano sottoterra in tane ampliate e sono composti da erba secca. Il materiale per la costruzione del nido viene raccolto durante tutto l'anno da entrambi i sessi e da tutte le classi di età. La profondità dei tunnel nell'Oklahoma centrale erano tipicamente di 1,27-1,52 metri di profondità. La maggior parte delle colonie conta dalle 20 a alle 57 tane per acro.
I tre tipi di ingressi alle tana sono: cumuli a cupola, cumuli di crateri bordati e ingressi senza strutture esterne. Le caratteristiche dell'ingresso possono prevenire allagamenti e/o favorire la ventilazione. I cumuli a cupola sono costituiti da terreno sotterraneo poco compatto diffuso ampiamente intorno all'ingresso della tana, e possono divenire terreno fertile per le piante. I tumuli craterici bordati sono a forma di cono e costruiti con humus, lettiera, vegetazione sradicata e terreno minerale. I cani della prateria dalla coda nera compattano il terreno di questi tumuli con il naso, creando siti poveri per la nascita di piante. I tumuli craterici bordati vengono spesso utilizzati dai bisonti americani per i loro bagni di polvere. Gli ingressi alle tane senza strutture circostanti si trovano solitamente su pendenze superiori a 10°. La densità delle aperture dei cunicoli dipende sia dal substrato che dalla durata dell'occupazione di un'area.
L'altezza della vegetazione tra i 7 e i 13 centimetri e una pendenza da 2° a 5° sono ottimali per avvistare i predatori e facilitare la comunicazione tra i vari esemplari. I bovini al pascolo mantengono la vegetazione corta in prossimità delle colonie, riducendo la suscettibilità degli animali ai predatori e, potenzialmente, espandendo le dimensioni delle colonie. Raramente sono stati visti cani della prateria dalla coda nera nutrirsi a più di 5 metri dai confini della colonia nel Wind Cave National Park.

## Ruolo ecologico

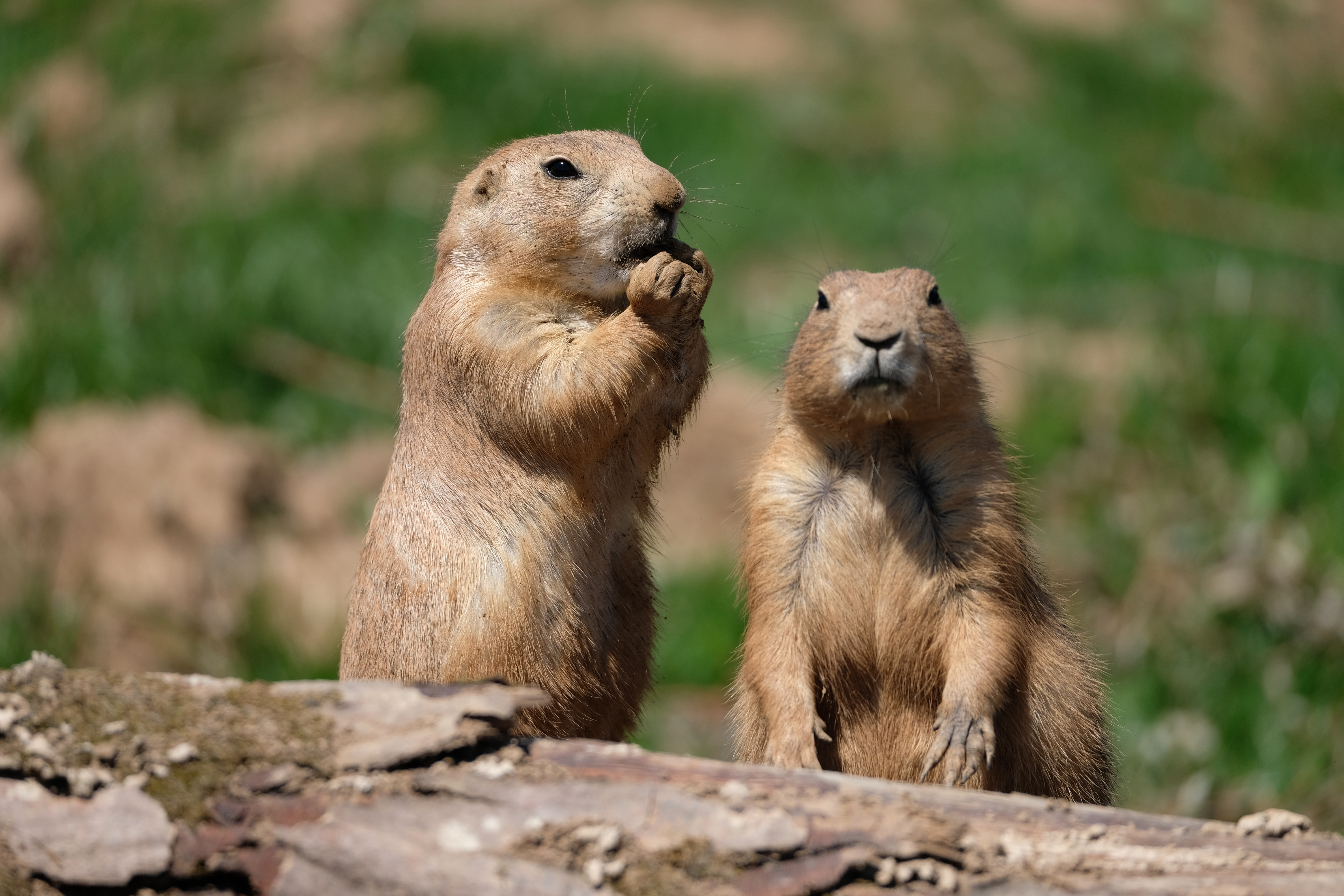
Due esemplari al Parc animalier de Sainte-Croix, Francia

I cani della prateria dalla coda nera sono spesso chiamati "ingegneri dell'ecosistema" a causa della loro influenza sulle caratteristiche biotiche e abiotiche del loro habitat, architettura del paesaggio e struttura e funzione dell'ecosistema. La ricerca suggerisce che i cani della prateria dalla coda nera sono una specie "chiave di volta" in alcune, ma non tutte, le aree geografiche in cui sono presenti. I cani della prateria dalla coda nera migliorano la diversità della vegetazione, dei vertebrati e degli invertebrati attraverso le loro attività di foraggiamento e scavo e per la loro presenza come prede. Le praterie abitate da cani della prateria dalla coda nera supportano una maggiore biodiversità rispetto alle praterie dove non sono presenti.
Centinaia di specie di vertebrati e invertebrati sono associate alle colonie dei cani della prateria dalla coda nera. La ricchezza delle specie di vertebrati nelle loro colonie aumenta con le dimensioni e la densità delle colonie. Ad ovest del fiume Missouri, nel Montana, il 40% (100 specie) di tutta la fauna dei vertebrati negli habitat delle praterie si affida a colonie di cani della prateria dalla coda nera per il cibo, la nidificazione e/o la ricerca di un rifugio. Specie rare e in declino, come il furetto dai piedi neri (Mustela nigripes), la volpe americana (Vulpes velox), il piviere montano (Charadrius montanus) e la civetta delle tane (Athene cunicularia) sono associati alle colonie. Poiché le attività di foraggiamento dei cani della prateria mantengono lo sviluppo delle piante in uno stato vegetativo soppresso con qualità nutrizionali più elevate, gli erbivori, tra cui il bisonte americano, l'antilocapra e il bestiame domestico prediligono i territori dove occupati dalle colonie. Al contrario, animali che dipendono dalla copertura erbacea nell'habitat dell'artemisia, come il cervo mulo (Odocoileus hemionus) e il gallo della salvia (Centrocercus spp.), sono sfavoriti dalla presenza delle colonie dei cani della prateria dalla coda nera.

## Conservazione

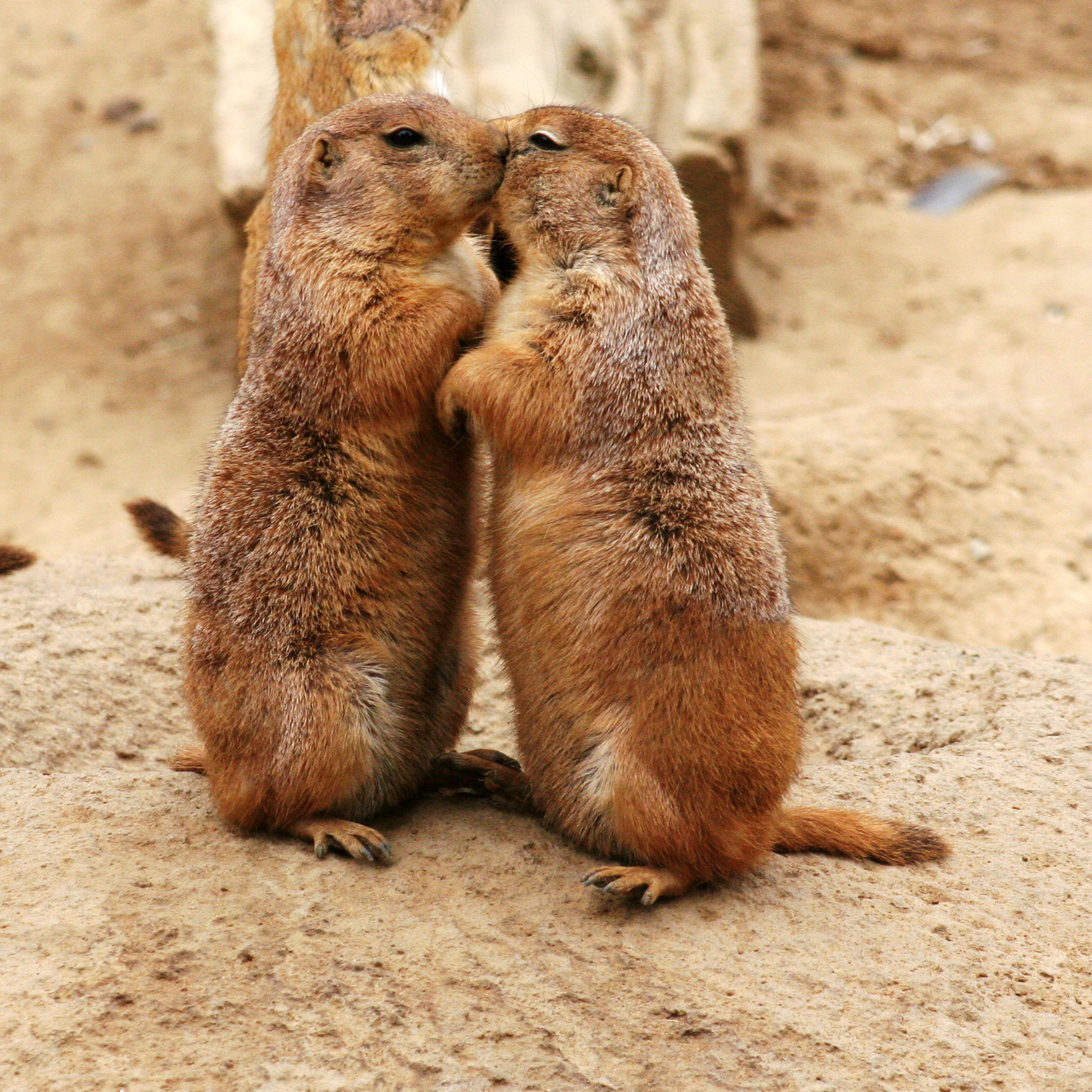
Due cani della prateria dalla coda nera mentre si coccolano

I cani della prateria dalla coda nera hanno un areale molto diffuso, per questo vengono considerati una specie a Rischio minimo dalla Lista Rossa IUCN. Tuttavia, la densità delle popolazioni e il numero delle colonie all'interno del suo areale sono frammentate e in declino. I principali fattori di mortalità per un cane della prateria dalla coda nera includono predazione, malattie, infanticidio, perdita di habitat, avvelenamento, cattura e caccia. Difatti, questi animali vengono spesso sterminati dai ranch, essendo visti come parassiti per i raccolti. Inoltre, sono notevolmente suscettibili alla peste silvana. La peste silvatica, causata dal batterio Yersinia pestis, può eliminare rapidamente intere colonie di cani della prateria dalla coda nera. Una volta infettato, la morte avviene entro pochi giorni. I cani della prateria dalla coda nera sono anche suscettibili alle malattie trasmesse dagli animali introdotti nel suo habitat. Nel 2006, tutte e otto le apparizioni di peste nelle colonie di cani della prateria dalla coda nera hanno portato alla perdita totale della colonia. Gli studi condotti nel 1961 hanno stimato solo 364.000 acri (1.470 km2) di habitat naturale occupato dai cani della prateria dalla coda nera negli Stati Uniti. Un secondo studio nel 2000 ne ha stimati 676.000 acri (2.740 km2). Tuttavia, uno più studio completo tra 10 stati e varie tribù nel 2004 ha stimato 1.842.000 acri (7.450 km2) negli Stati Uniti, più altri 51.589 acri (208,77 km 2) in Messico e Canada. Sulla base degli studi del 2004, l'US Fish and Wildlife Service ha rimosso il cane della prateria dalla coda nera dall'elenco delle specie candidate dell'Endangered Species Act nell'agosto 2004.
Con la diminuzione delle popolazioni del cane della prateria dalla coda nera, anche biodiversità delle praterie a erba corta può essere a rischio. Un'altra seria minaccia per la sopravvivenza di questo animali è data dalla frammentazione e la perdita dell'habitat, l'eradicazione non regolamentata o gli sforzi di controllo, e la peste silvestre. Come risultato della frammentazione dell'habitat e dei programmi di eradicazione dei cani della prateria, le colonie sono ora più piccole e più frammentate rispetto ai tempi di preinsediamento. L'agricoltura, l'uso del bestiame e altri sviluppi umani hanno ridotto l'habitat al 2% del suo precedente areale. Le colonie frammentate sono più suscettibili all'estirpazione, principalmente a causa della peste silvatica. L'effetto delle strade sui cani della prateria dalla coda nera è discutibile. Le strade possono facilitare o ostacolare i loro movimenti, a seconda del paesaggio. Le strade possono essere facili vie di dispersione, ma quelle con un uso intenso delle automobili possono aumentare notevolmente la mortalità di questi animali. Strade, ruscelli e laghi possono fungere da barriere alla peste.
La sopravvivenza di un individuo nel suo primo anno di vita è del 54% per le femmine e inferiore al 50% per i maschi, nel Parco nazionale di Wind Cave. Le cause primarie di morte sono la predazione e l'infanticidio. Nella colonia presa in esame, l'infanticidio aveva eliminato parzialmente o totalmente il 39% (361 individui) di tutte le cucciolate. Le femmine che allattavano erano i killer più comuni. La mortalità dei giovani era più alta a causa della pesante predazione durante l'inverno e all'inizio della primavera successiva alla nascita. La mortalità aumenta con la dispersione da una colonia all'altra. I predatori più comuni dei cani della prateria dalla coda nera sono coyote (Canis latrans), tassi americani (Taxidea taxus), linci rosse (Lynx rufus), aquile reali (Aquila chrysaetos), poiane ferruginosi (Buteo regalis), poiana dalla coda rossa (Buteo jamaicensis), e serpenti a sonagli delle praterie (Crotalus viridis). Anche se ora sono molto rari, i furetti dai piedi neri (Mustela nigripes) erano un tempo uno dei principali predatori del cane della prateria dalla coda nera.

## Interazioni con il bestiame domestico

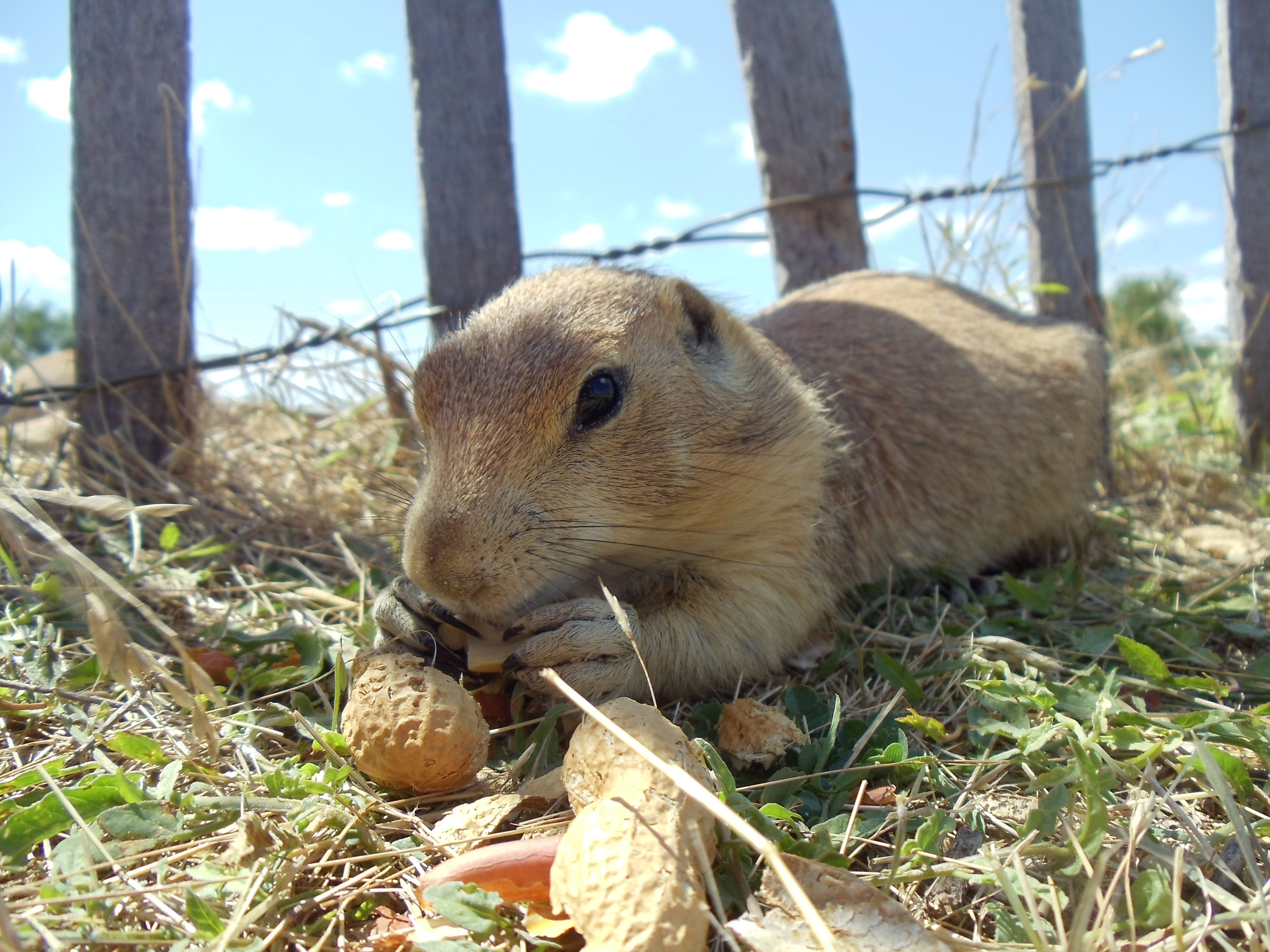
Un cane della prateria dalla coda nera mentre mangia una nocciolina

Mentre i cani della prateria dalla coda nera sono spesso considerati dei competitori al bestiame domestico per i prati da pascolo disponibile, le prove degli impatti sui pascoli sono miste. Alcune ricerche suggeriscono che hanno effetti neutri o benefici sui pascoli utilizzati dal bestiame; tuttavia, i loro effetti sui pascoli non sono uniformi. Nella prateria nazionale di Cimarron nel sud-ovest del Kansas e nelle terre private adiacenti nella contea di Baca, in Colorado, sono state notate alcune differenze di vegetazione tra le aree colonizzate dai cani della prateria dalla coda nera e le aree non colonizzate, sebbene non tutte le differenze fossero coerenti tra gli anni campionati. Gli indici di ricchezza e diversità delle specie non differivano tra i siti colonizzati e non colonizzati in entrambi gli anni, né la quantità di suolo nudo. Gli autori concludono mentre i cani della prateria alterano la prateria di erba corta in modo tale che la vegetazione delle colonie tenda a essere distinta dalle aree adiacenti non colonizzate, "i cani della prateria non alterano sostanzialmente il carattere essenziale della vegetazione ad erba corta". Anche il bestiame non preferiva né evitava in modo significativo le aree in cui erano presenti delle colonie di cani della prateria dalla coda nera. Il bestiame utilizzava il territorio delle colonie in proporzione alla disponibilità di cibo, e pascolavano intensamente come nelle aree non occupate dai cani della prateria dalla coda nera.
Le interazioni competitive tra i cani della prateria dalla coda nera e il bestiame domestico per le stesse risorse alimentari non sono chiare. Diversi studi suggeriscono che i cani della prateria dalla coda nera evitino di mangiare molte delle piante che il bestiame predilige e preferiscono molte delle piante che il bestiame evita. Al contrario, nelle praterie a erba corta in Colorado, i bovini e i cani della prateria dalla coda nera avevano una somiglianza del 64% nelle diete annuali.
Alcuni cambiamenti nella composizione delle piante provocati dai cani della prateria dalla coda nera possono avvantaggiare il bestiame incoraggiando un aumento delle piante più tolleranti al pascolo, come la carice agugliata (Carex duriuscula), la festuca a otto fiori (Vulpia octoflora) e la malva scarlatta. Anche il pascolo dei cani della prateria dalla coda nera può migliorare le qualità nutrizionali di alcune piante. In una prateria ad erba corta vicino a Fort Collins, Colorado, la diversità delle specie vegetali era maggiore all'interno del territorio delle colonie di cani della prateria dalla coda nera, e le erbe perenni come l'erba di bufalo e le forbes erano aumentate. Mentre le colonie di cani della prateria dalla coda nera nel Parco nazionale di Wind Cave avevano in genere livelli più bassi di biomassa vegetale ed erano dominate da forbs, le piante che crescevano sul territorio delle colonie avevano concentrazioni di azoto fogliare più elevate rispetto alle piante nelle praterie miste al di fuori delle colonie. La ricerca del cibo dei cani della prateria dalla coda nera non influisce in modo significativo sul peso del manzo. Mentre la disponibilità di foraggio e l'uso da parte del bestiame sono diminuiti nelle aree di foraggiamento dei cani della prateria dalla coda nera, il peso del manzo non è stato ridotto significativamente in nessuno dei due anni di studio presso il Southern Great Plains Experimental Range dell'USDA vicino a Woodward, Oklahoma. Il ciclo dei nutrienti, l'aumento della fertilità del suolo e i successivi cambiamenti nella qualità del foraggio hanno in parte compensato la ridotta disponibilità di foraggio.

## In cattività
In passato, i cani della prateria dalla coda nera erano la specie di cani della prateria più catturata in natura per essere venduti come animali domestici esotici, fino a quando questo commercio non è stato vietato nel 2003 dal governo federale degli Stati Uniti. I cani della prateria in cattività al momento del divieto possono essere posseduti in base a una clausola del nonno, ma non possono più essere catturati in natura, scambiati o venduti, e il trasporto è consentito solo da e verso un veterinario nell'ambito di adeguate procedure di quarantena. Tuttavia, questo divieto è stato ufficialmente revocato l'8 settembre 2008.